# Triplaris americana

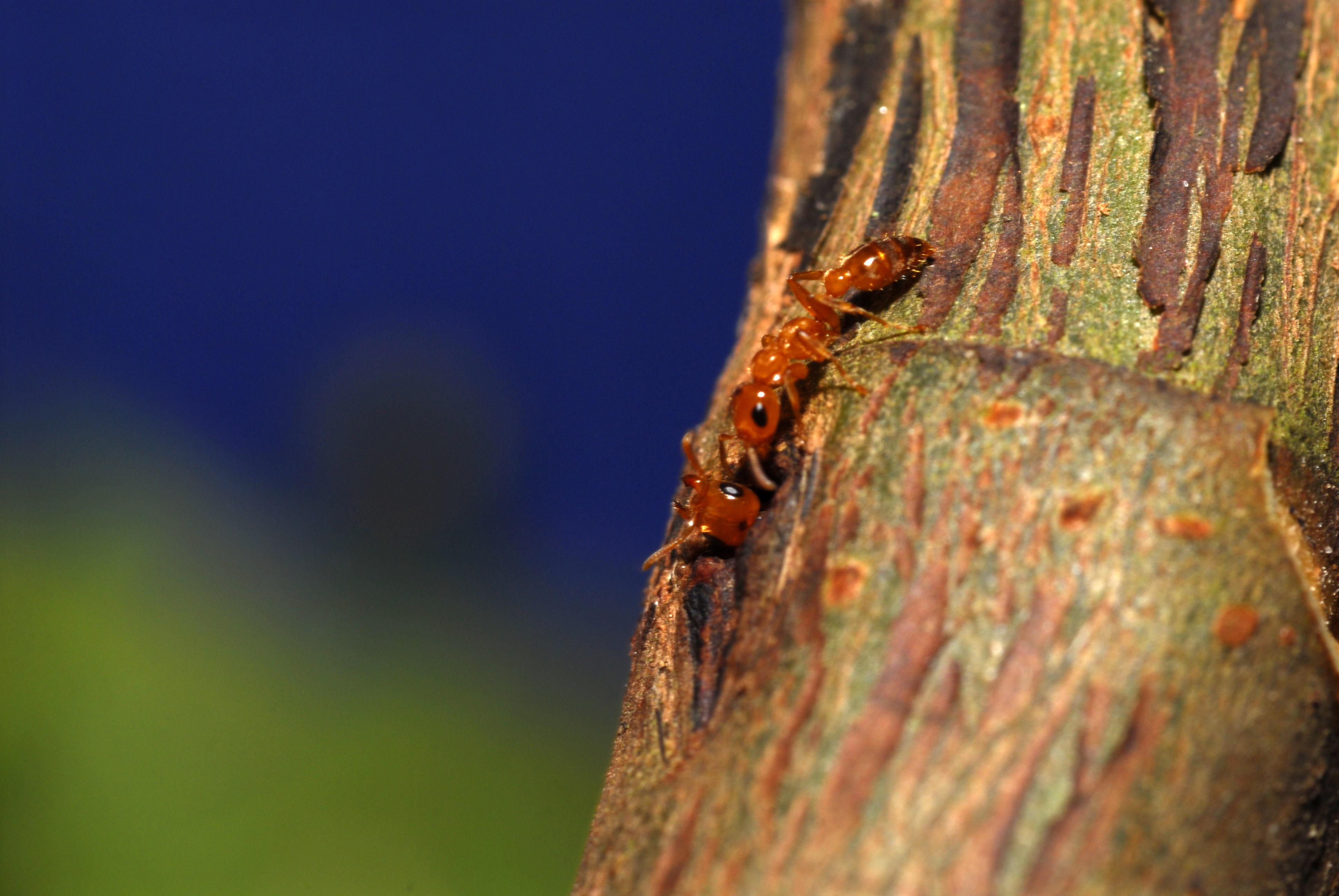
Pseudomyrmex triplarinus im/am Ast

Triplaris americana oder der Ameisenbaum, ist ein Baum in der Familie der Knöterichgewächse aus dem östlichen bis nördlichen Brasilien, Peru, Ecuador, Kolumbien, Venezuela und Bolivien, den Guyanas bis nach Panama sowie dem südöstlichen Mexiko. Der Baum wird häufig von aggressiven Ameisen besiedelt, welche den Stamm und die Äste aushöhlen, daher stammt sein Trivialname. Die Ameisenpflanze entwickelt keine extrafloralen Nektarien oder „Nahrungskörper“ welche die Ameisen belohnen und anlocken könnten. Aber die Ameisen werden von anderen Insekten (Hemiptera), die ebenfalls auf dem Baum nisten und Honigtau produzieren angelockt. Aufgrund seiner schlanken Silhouette wird der Baum auch Long John genannt.

## Beschreibung
Triplaris americana wächst als schnellwüchsiger, immergrüner Baum mit schmaler Krone bis über 20 Meter hoch. Der Stammdurchmesser erreicht über 45 Zentimeter. Die relativ glatte, braun-gräuliche Borke ist abblätternd, die neue darunter ist hellgrau, sie gleicht denen von Platanen.
Die einfachen und wechselständigen Laubblätter sind kurz gestielt. Die dicken und rinnigen, bis 4 Zentimeter langen Blattstiele sind leicht stängelumfassend. Die eiförmigen bis verkehrt-eiförmigen, spitzen bis bespitzten Blätter sind 18–35 Zentimeter lang, ganzrandig und schwach bis leicht behaart, vor allem unterseits auf der Mittelader. Die großen, abfallenden Nebenblätter sind verwachsen (Ochrea).
Triplaris americana ist zweihäusig diözisch. Die kleinen, eingeschlechtlichen und dreizähligen Blüten mit einfacher Blütenhülle erscheinen achselständig. Die männlichen Blüten stehen in langen, schlanken und vielblütigen Ähren, die weiblichen in langen, dichten Trauben. Die Rhachen sind jeweils pelzig, weich langhaarig. Die weiblichen Blüten sind kurz gestielt, die männlichen sind meist sitzend, sie sind jeweils von bräunlichen, behaarten Deckblättern begleitet.
Die männlichen Blüten sind gelblich bis weiß, sie besitzen 6 ungleiche, im unteren Teil verwachsene, außen behaarte Tepalen, drei sind schmäler und 9 vorstehende Staubblätter mit rosa Antheren.
Die weiblichen Blüten sind erst grün, dann weiß, rosa oder rot. Sie besitzen drei kleine und drei große Tepalen, sowie einen oberständigen, dreikantigen Fruchtknoten mit drei, ausgebogenen Griffeln mit herablaufenden Narben. Die kleinen, schmalen Tepalen sitzen innen um den Fruchtknoten, in dessen Nuten, herum und bleiben klein, die großen außen sind im unteren Teil becherförmig verwachsen, die langen Zipfel sind zurückgerollt. Der Becher und die langen Zipfel sind beidseits, pelzig, weich langhaarig. Die Zipfel vergrößern sich während der Anthese stark, flügelig, verkahlen und färben sich dann weiß oder rosa bis rot. In den Blüten sind jeweils Nektarien vorhanden.
Es wird eine kleine, bräunliche, etwa 1 Zentimeter große, einsamige, kahle, glatte und dreikantige Nuss (Achäne) mit Griffelresten im beständigen, dreiflügeligen, jetzt bräunlichen Perianth (alle Tepalen bleiben erhalten, auch die inneren) gebildet (Scheinfrucht, Flügelfrucht). Die papierigen Flügel können bis 5 Zentimeter lang werden.

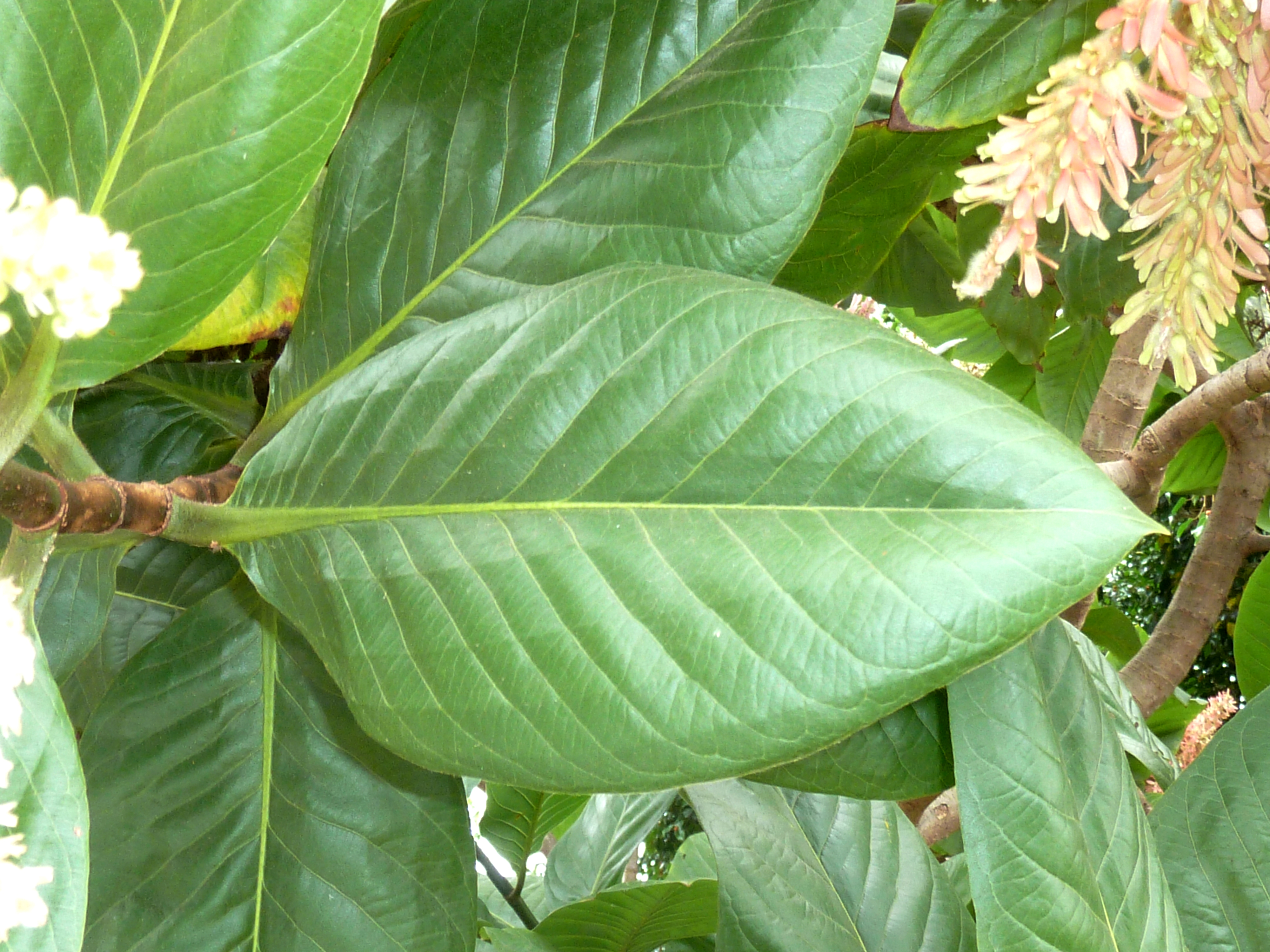
Blatt
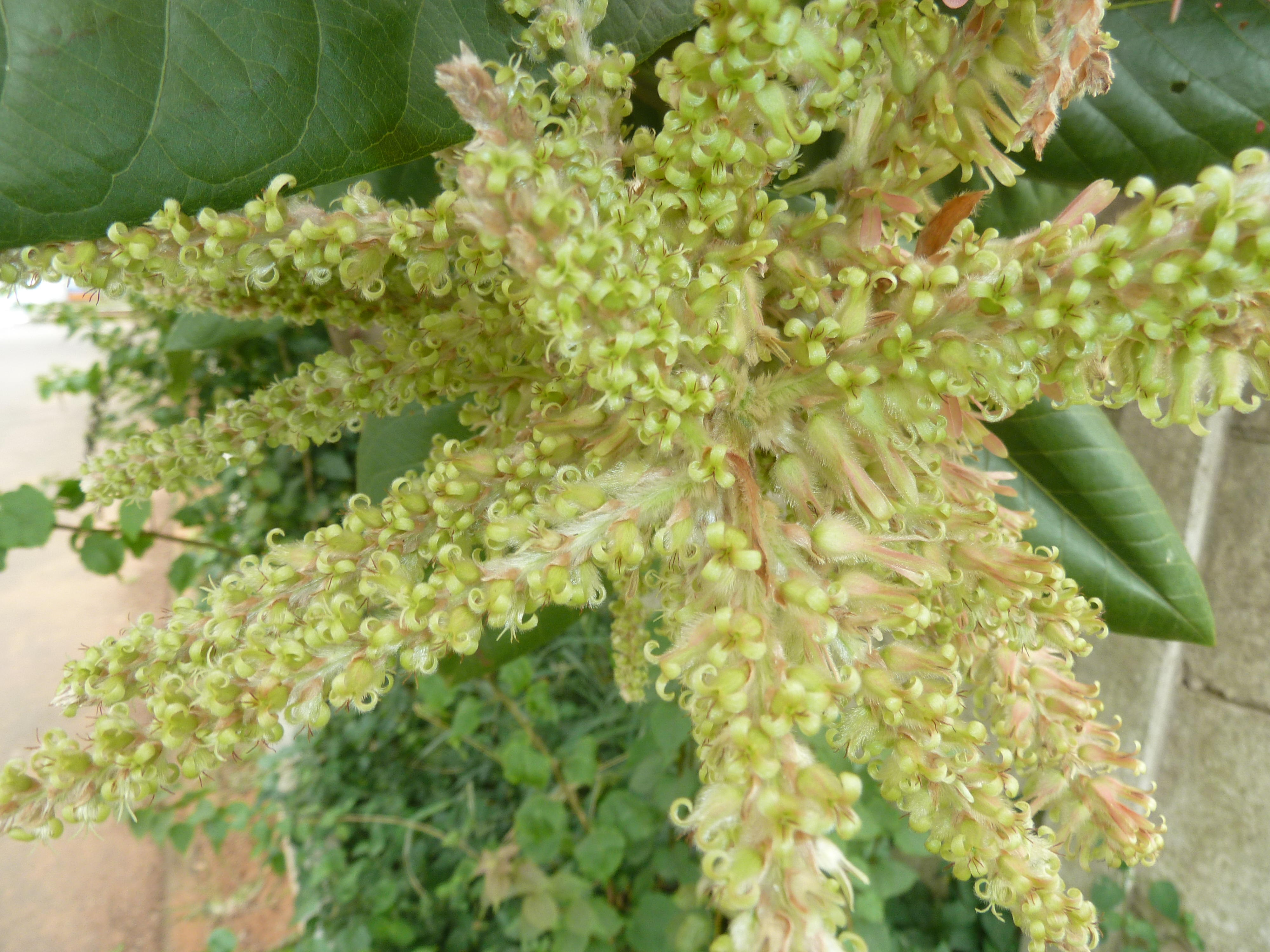
Junge weibliche Blütenstände
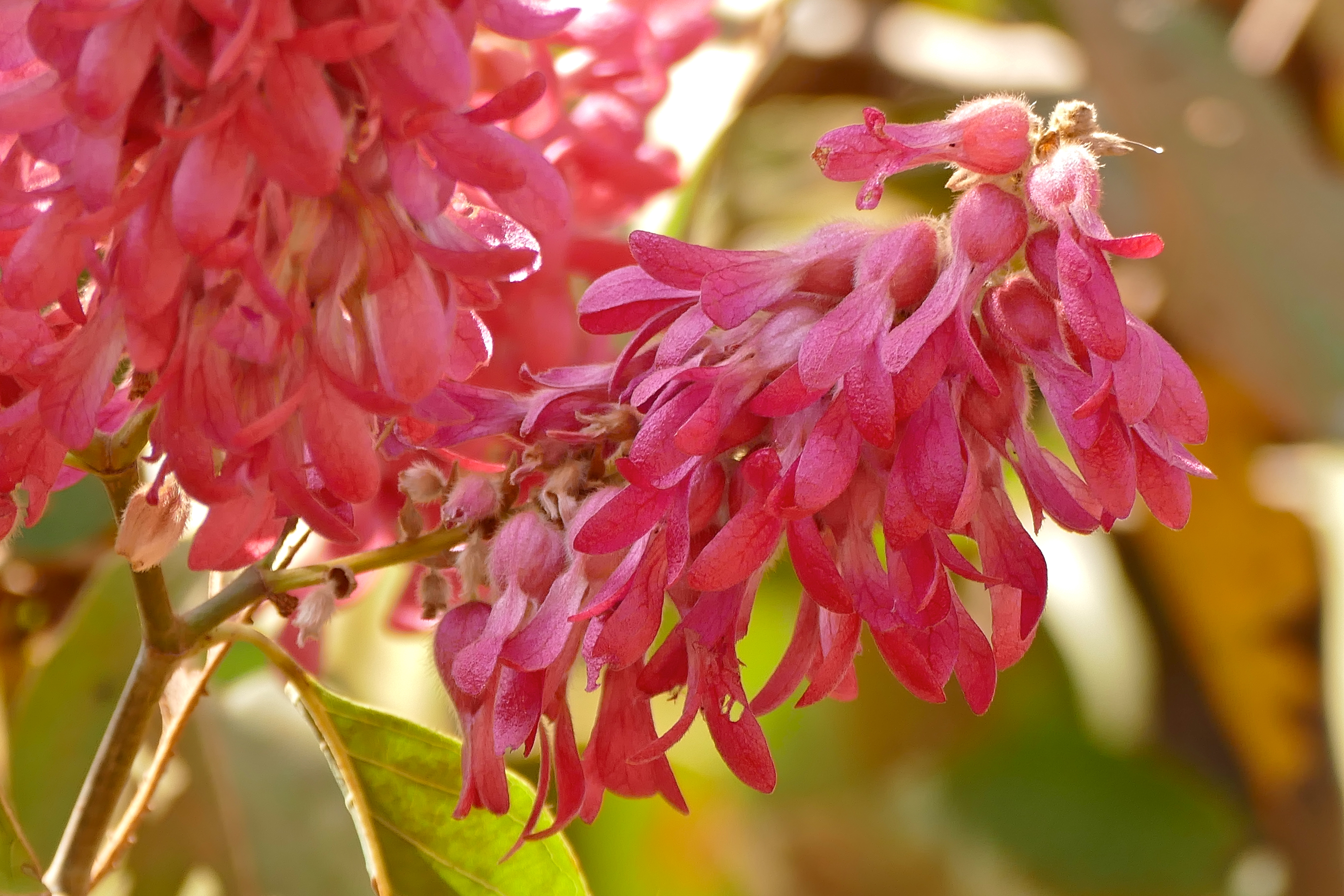
Älterer Blütenstand bzw. junger Fruchtstand

## Verwendung
Triplaris americana wird manchmal als Zierpflanze gepflanzt.
Das mittelschwere, relativ  weiche und nicht beständige Holz wird lokal verwendet.